# Straße der Pariser Kommune
La Straße der Pariser Kommune (en français : rue de la Commune de Paris) est une rue de Berlin en Allemagne.

## Situation et accès
Cette voie est située dans le quartier de Friedrichshain, arrondissement de Friedrichshain-Kreuzberg. 
La rue commençait à l'origine sur la rive nord de la Sprée. Cette section a probablement été supprimée des documents officiels après la construction du mur de Berlin. 
La voie de circulation commence à l'intersection de la Mühlenstraße et de la Stralauer Platz et mène en direction du nord sous les voies de l'Ostbahnhof, sur la Karl-Marx-Allee jusqu'au cimetière Georgen-Parochial-Friedhof-II, à l'intersection avec le Weidenweg, où elle devient la Friedenstraße. Au nord de l'Ostbahnhof, on trouve presque exclusivement des bâtiments préfabriqués. Du côté ouest de la rue avant l'intersection avec l'ancien boulevard socialiste Karl-Marx-Allee, quelques bâtiments anciens ont été conservés.

## Origine du nom
La rue tire son nom de la Commune de Paris, un soulèvement révolutionnaire qui a eu lieu en 1871 dans la capitale française.

## Historique
En raison des combats à la fin de la Seconde Guerre mondiale, de grandes sections de la Große Frankfurter Straße et certaines rues secondaires, dont la Fruchtstraße, ont été détruites. Jusqu'au début des années 1950, les femmes des ruines ont déblayé les ruines de la guerre. Puis le magistrat de Berlin-Est et ses architectes en chef (dont Hermann Henselmann) y construisent des zones résidentielles.
À l'occasion du 100e anniversaire de la Commune de Paris, l'ancienne Fruchtstrasse est rebaptisée le 17 mars 1971 par les autorités de la République démocratique allemande.

## Bâtiments remarquables et lieux de mémoire
Le journal Neues Deutschland, qui fut jadis l'organe officiel du SED (parti au pouvoir en ex-République démocratique allemande) a son siège dans la rue.

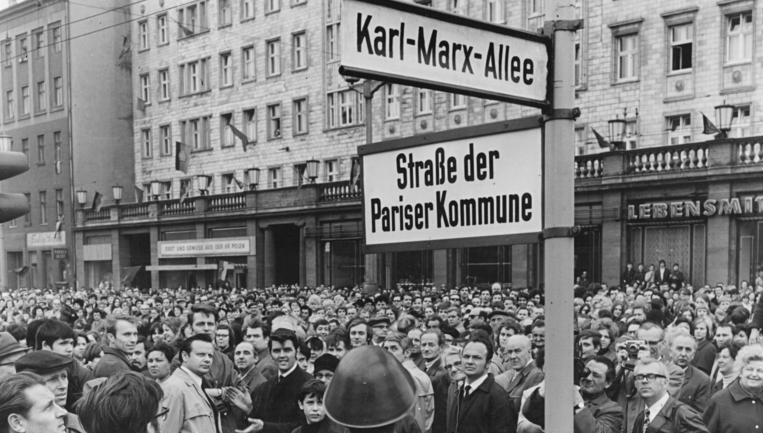
La rue est renommée en avril 1971.
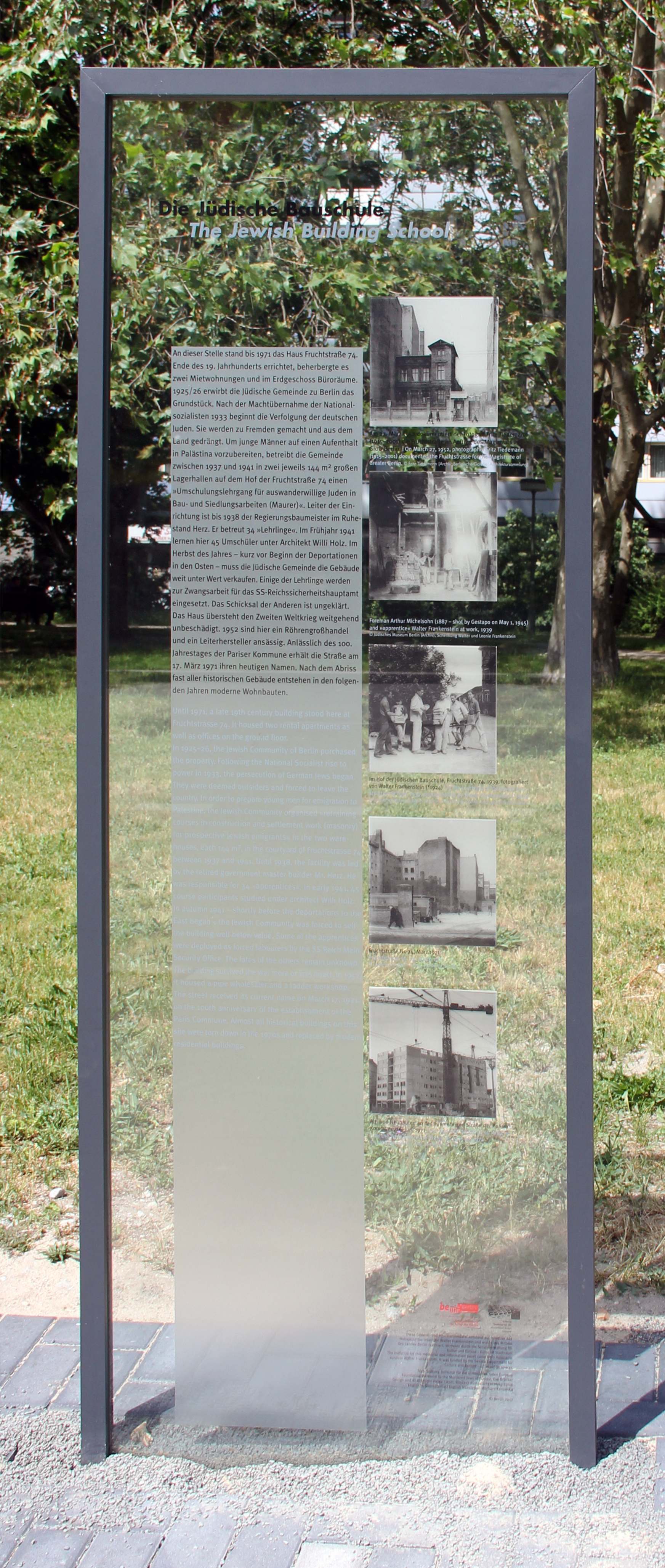
Stèle commémorative de l'École juive du bâtiment.
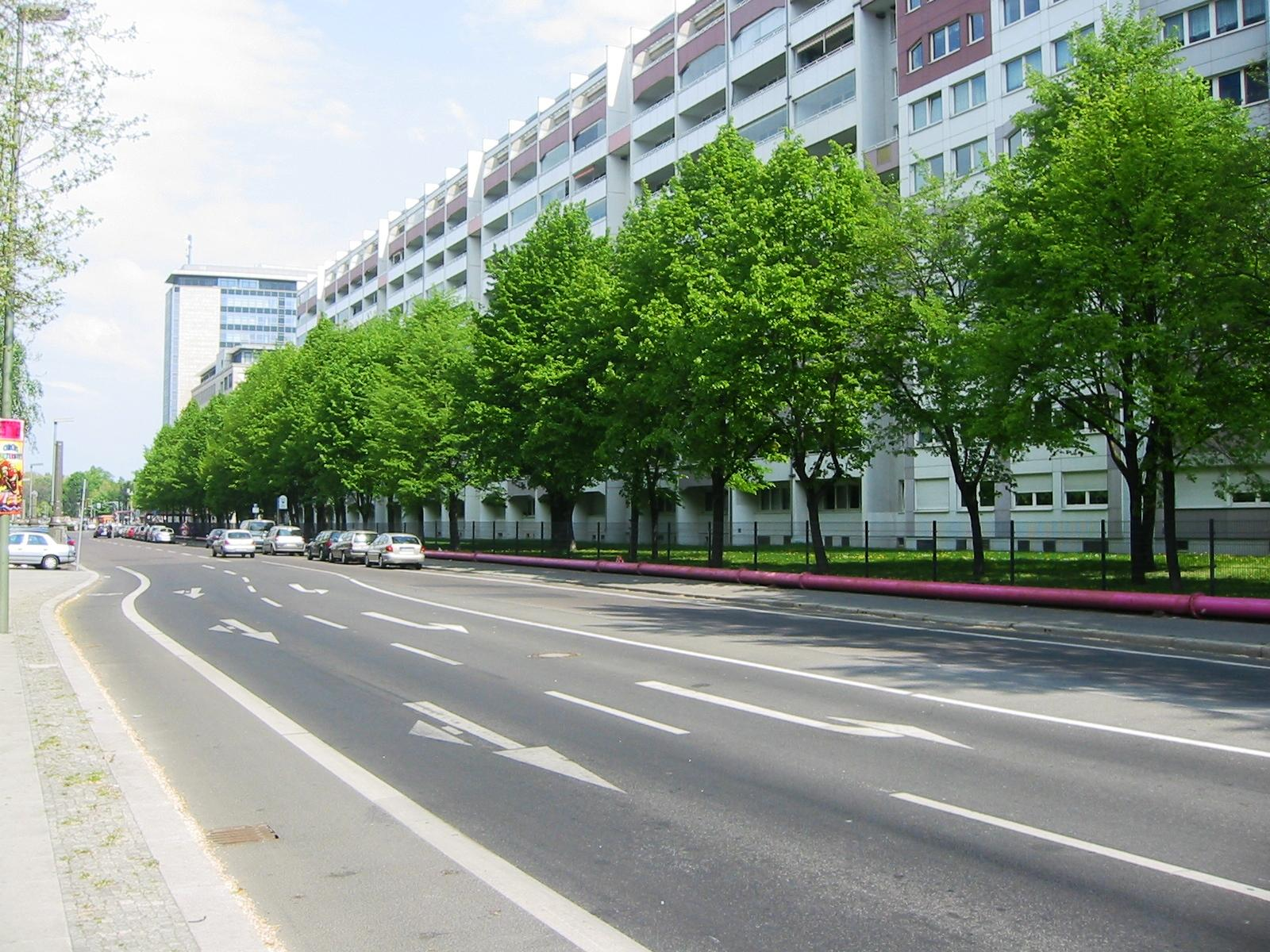
La rue en 2011.
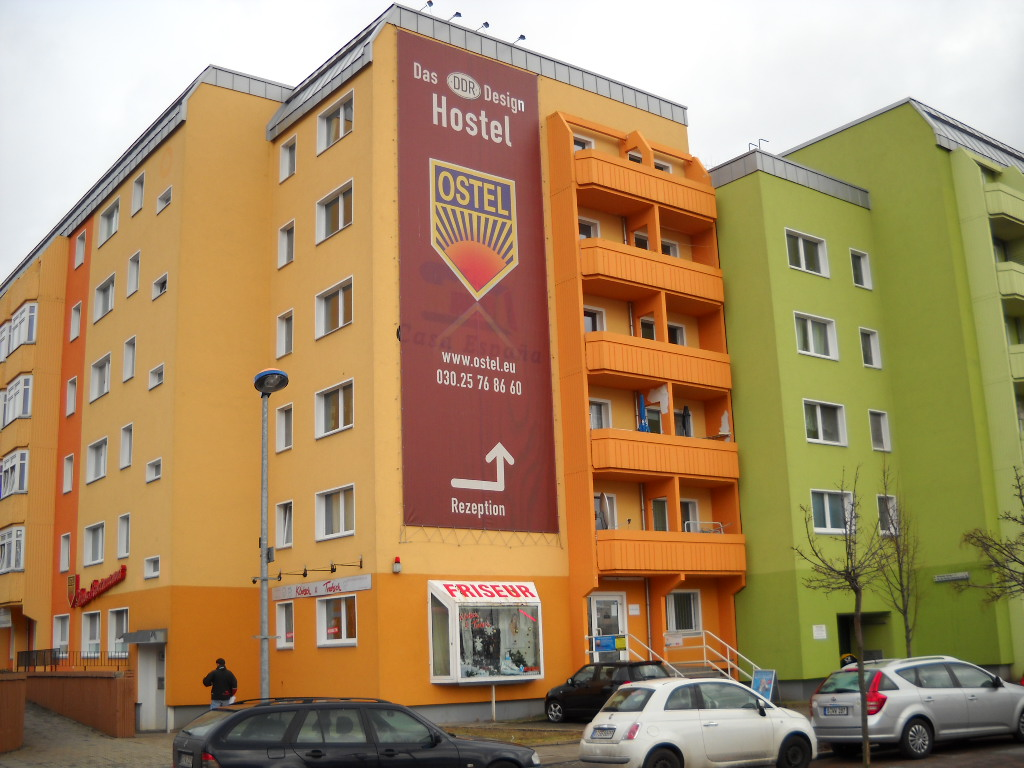
L'Ostel (en), un hôtel à bas coût décoré dans le style Ostalgie.